# Digital 5
Digital 5 ist ein Radiokonsortium, das aus ursprünglich fünf großen deutschen privaten Hörfunkveranstaltern besteht. Seine fünf Gründungsmitglieder Radio/Tele FFH, Antenne Bayern, Antenne Niedersachsen, radio ffn und Radio Hamburg erreichen 14 Millionen Hörer pro Tag. Es wurde im Herbst 2006 als Anbietergemeinschaft der Sender Radio/Tele FFH (Hessen), Antenne Bayern, Hit-Radio Antenne Niedersachsen und radio ffn gegründet. Im Frühjahr 2007 kam Radio Hamburg dazu.
Die erste gemeinsame Unternehmung war der senderübergreifende Aufbau eines breitgefächerten Webradio-Angebotes im Frühjahr 2007. Im Herbst 2007 bewarb sich das Unternehmen als Content-Anbieter für den im Aufbau befindlichen DVB-H Standard, mit dem ab Sommer 2008 bundesweit Fernsehen und Radio terrestrisch über Mobiltelefone zu empfangen gewesen war. Im Dezember 2007 erhielt Digital 5 den Zuschlag und die Lizenz für das erste nationale Hörfunkprogramm mit Schwerpunkt Comedy und Karaoke im DVB-H Standard über die Plattform Mobile 3.0. Dieser Sender startete unter dem Namen MyFun Radio am 12. Juni 2008.
Am 23. Januar 2008 wurde aus der Anbietergemeinschaft ein gemeinsames Unternehmen: Digital 5 wurde als GmbH & Co. KG mit Sitz in Bad Vilbel gegründet. Geschäftsführer sind Kai Fischer und Hans-Dieter Hillmoth, Vorsitzender der Gesellschafterversammlung ist Karlheinz Hörhammer.
Im April 2008 erweiterte sich der Gesellschafterkreis um radio NRW und im August 2008 um Antenne Thüringen, BCS Broadcast Sachsen GmbH & Co. KG (HITRADIO RTL Sachsen, Sachsen Funkpaket), RCB Radio Center Berlin GmbH (104.6 RTL, 105’5 Spreeradio) sowie der VMG Verlags- und Mediengesellschaft mbH & Co. KG (radio SAW). Somit sind nun 10 Gesellschafter an Digital 5 beteiligt.